# آناند و آناند
آناند و آناند (به انگلیسی: Anand Aur Anand) فیلمی هندی محصول سال ۱۹۸۴ و به کارگردانی دو آناند است. در این فیلم بازیگرانی همچون دو آناند، راکهی گلزار، سونیل آناند، راج بابار، اسمیتا پاتیل، ناتاشا سینها و بیسواجیت چاترجی ایفای نقش کرده‌اند.